# Willie Meléndez
Wilfredo Meléndez Vélez, detto Willie (26 settembre 1956), è un ex cestista portoricano.

## Carriera
Con Porto Rico ha disputato i Giochi panamericani di Indianapolis 1987.